# مايك غينتايل
مايك غينتايل (بالإنجليزية: Mike Gentile)‏ هو لاعب كرة قدم أمريكي، ولد في 24 مايو 1974 في الولايات المتحدة. شارك مع منتخب الولايات المتحدة تحت 20 سنة لكرة القدم. أما مع النوادي، فقد لعب مع Milwaukee Rampage ‏.

## وصلات خارجية
- مايك غينتايل على موقع الاتحاد الدولي (مؤرشف)  (الإنجليزية)